# Тухлин, Павел
Па́вел Ало́йзы Ту́хлин (пол. Paweł Alojzy Tuchlin; 28 апреля 1946, д. Гора, Гданьское воеводство, Польская Республика — 25 мая 1987, Гданьск, Гданьское воеводство, Польская Народная Республика) — польский серийный убийца, также известный как «Скорпион», казнённый за убийство 9 женщин и покушение на убийство ещё 11, совершённые им в Эльблонгском и Быдгощском воеводствах, в период с октября 1975 по май 1983 года. Сам Тухлин признался в 10 убийствах.

## Биография
Павел Тухлин родился в многодетной семье Бернарда и Моники Тухлинов в селе Гура (Гданьское воеводство, Польская Республика). Был восьмым из одиннадцати детей. Его отец трудился на ферме и злоупотреблял алкоголем. В состоянии опьянения он часто избивал жену и детей. Дополнительным фактором для жестокого отношения отца к Павлу стало то, что последний до 16 лет страдал от энуреза. Отец же часто избивал будущего убийцу, так как считал, что Павел справляет нужду в кровать, потому что ему просто «лень» вставать ночью в туалет.
Об этом также знали некоторые односельчане и часто издевались над ним, называя «скунс» или «моча». Местные девушки также избегали всяческого общения с будущим убийцей и смеялись над ним. Все эти факторы серьёзно отразились на детско-юношеской психике будущего убийцы, в результате чего, не имея возможности общаться с девушками, Тухлин с подросткового возраста начал страдать сексуальными отклонениями, он подглядывал за полуобнаженными девушками и женщинами, отдыхающими на природе, и во время этого активно занимался мастурбацией.
Несмотря на то, что со временем проблемы с мочеиспусканием у Тухлина прошли, его репутация в родном селе так и осталась сомнительной. В 18 лет он был призван в Войско Польское, однако уже через несколько месяцев был комиссован из-за проблем со слухом.
После службы в армии Тухлин не захотел возвращаться в родное село и уехал в Гданьск, где окончил училище и получил специальности электрика и водителя. После окончания училища Павел работал водителем и электриком на разных предприятиях Гданьска, однако нигде надолго не задерживался, так как его не раз ловили на воровстве с мест работы и увольняли, либо же просили уволиться по собственному желанию, чтобы не доводить дело до суда. Однако, несмотря на это, будущий убийца в 1973 году женился и завёл двух детей. Тухлин был замкнутым и малообщительным, однако соседями характеризовался только с положительной стороны, как спокойный и заботливый муж и отец.
Тем не менее семейная жизнь не задалась и в середине 1975 года Тухлин развёлся. После чего, по его собственным словам, у него стали проявляться сексуальные отклонения и он начал активно заниматься эксгибиционизмом, кроме того, фантазировать об изнасилованиях и убийствах женщин. 20 декабря 1976 года Павел Тухлин всё же был осуждён за кражу с места работы к 2,5 годам лишения свободы. Он вышел из тюрьмы 28 июня 1979 года. Вскоре после освобождения он снова женился на женщине по имени Регина.

### Серия нападений и убийств
Первое нападение Павел Тухлин совершил 21 октября 1975 года в Гданьске, напав в микрорайоне «Орунь» на 20-летнюю Дануту Х. В позднее время суток он догнал девушку и попытался с ней познакомиться, но после того, как получил отказ, он схватил Дануту и потащил в кусты, где попытался изнасиловать и задушить её, однако в последний момент Тухлина спугнули случайные прохожие, услышавшие крики девушки, и преступнику пришлось спешно покинуть место преступления. Следующее нападение Тухлин совершил в январе 1976 года, напав на возвращавшуюся с работы Мирославу Д. Он ударил девушку молотком по голове, однако меховая шапка значительно смягчила удар и жертва лишь потеряла сознание, но не умерла. Тухлина с места преступления вновь спугнули случайные прохожие.
Поздним вечером 12 февраля 1976 года Тухлин совершил нападение в районе улицы Колония-Зрембы в Гданьске на 18-летнюю Ядвигу П. Павел, напал на девушку, когда та, выйдя на конечной остановке трамвая, решила срезать дорогу через заросший овражек. Преступник догнал Ядвигу сзади и нанёс ей два удара молотком по голове. Тухлин попытался ограбить девушку, однако его спугнул случайный прохожий, и девушке удалось выжить. Позднее девушка опознала как нападавшего прохожего в районе той же трамвайной остановки и сообщила об этом в милицию, которая арестовала этого человека, оказавшимся местным пьяницей по имени Ежи, который затем был невинно осуждён за это несовершённое им преступление. В то же самое время серия нападений прекратилась, так как Тухлин был осуждён за кражу.
Вскоре после освобождения из тюрьмы Тухлин вновь решился на совершение нападений на женщин. 9 ноября 1979 года преступник в окрестностях деревни Нестемпово тринадцатью ударами молотка по голове убил 21-летнюю Ирену Х, после чего совершил с её трупом извращенный половой акт, касаясь и мастурбируя половые органы жертвы, но не проникая в неё. Как правило, Тухлин не совершал непосредственно «классического» изнасилования, а ограничивался лишь мастурбацией или трением гениталий жертвы. Особенностью нападений было также то, что перед тем как нанести серию ударов по голове, он обычно произносил «Пойдём, будем ласкать друг друга» («пол. Chodź, będziemy się pieścić»). Покидая место преступления, Тухлин случайно обронил неподалёку орудие убийства — молоток с гравировкой предприятия, на котором в тот момент работал. И это стало первой важной уликой, попавшей в руки следователей.
Следующей жертвой Тухлина стала 30-летняя Анастасия, которую он убил в Гданьске 1 февраля 1980 года. Затем в Сковарче 29 апреля 1980 года Тухлин изнасиловал и убил 35-летнюю Алицию, которая вышла вечером прогуляться по городу, после ссоры с мужем. Преступник похитил с места преступления наручные часы жертвы. Её тело было найдено только через два дня. 17 сентября 1980 года в городе Чарна-Вода Тухлин убил 22-летнюю Цицилию всего за десять дней до намеченной у девушки свадьбы. Кроме того, Тухлин похитил у неё сумку с дефицитными по тем временам продуктами в том числе колбасой, взбитыми сливками, и шоколадом, некоторые продукты съел прямо на месте преступления, другие забрал с собой.
Следующее преступление совершил 19 ноября 1980 года, подобрав на рабочем автомобиле голосовавшую на дороге 22-летнюю Гражину, работавшую воспитателем в детском доме и собиравшуюся навестить родителей, проживавших в Мальборке. Довезя жертву до окрестностей города, Тухлин нанёс ей 7 ударов монтировкой по голове, после чего совершил развратные действия с трупом и выкинул его на обочину.
Следующей жертвой Тухлина стала 30-летняя мать-одиночка Ванда, которую Тухлин убил на улице Картуска в Гданьске ранним утром 12 декабря 1980 года, когда та вышла на работу в продуктовый магазин. Преступник также похитил золотое кольцо и серьги жертвы.
В течение весны — лета 1981 года Тухлин впервые средь бела дня нападает на трёх женщин Гоновефу, Богумилу и Кристину, всем троим посчастливилось пережить нападение маньяка. 14 ноября 1981 года Тухлин в Гданьске нападает на 19-летнюю Галинку, праздновавшую свой день рождения. Преступник бьет её по голове молотком около 20 раз и совершает развратные действия, после чего покидает место преступления, забрав с собой бутылку шампанского, бывшую у жертвы. Несмотря на то, что Галинку довольно быстро обнаруживают и доставляют в больницу, спустя четыре дня она умирает там, не приходя в сознание.
14 октября 1982 года около 20:30 вечера Тухлин в Гданьске нападает на 25-летнюю Виславу, вышедшую в магазин. Ей удалось пережить нападение маньяка, в том числе и 27 ударов металлическим прутом по голове. Богуслава дала милиции словесный портрет преступника, описав его как молодого худощавого мужчину ростом около 175 см с редкими усиками.
Самым резонансным убийством, совершённым Тухлином, стало нападение на 24-летнюю работницу ткацкой фабрики Божену, которое он совершил около 8 часов вечера 8 декабря 1982 года в Скаршевах. Тухлин напал на девушку, когда та возвращалась с работы домой. От ударов по голове она потеряла сознание и преступник спокойно смог совершить с ней развратные действия. Однако как только Тухлин собрался покинуть место преступления, Божена пришла в себя, попыталась встать и позвать на помощь. Отошедший недалеко убийца испугался и повторно нанёс Божене несколько ударов, после чего перекинул её через небольшой забор одного из домовладений, которое тогда пустовало, и повторно, по собственным словам, «испытав возбуждение», совершил с ней развратные действия, сорвав всю одежду, после чего оставил девушку умирать за забором. Следствию позже удалось установить, что Божена ещё несколько раз приходила в себя и звала на помощь, не будучи в силах подняться на ноги, однако более двух десятков человек проигнорировали крики и прошли мимо. Лишь около часа ночи 9 декабря 1982 года трое приятелей, проходивших мимо, осмелились заглянуть за забор и обнаружили умирающую девушку. Они вызвали скорую помощь и милицию, но до их приезда Божена скончалась от кровопотери и переохлаждения.
В период с января по май 1983 года Тухлин совершил нападение ещё на пятерых девушек и женщин, четырём из них посчастливилось пережить нападение маньяка, но 19-летняя Яланда К., на которую Тухлин напал 6 мая 1983 года в селе Нарковы, погибла, став 9-й и последней жертвой серийного убийцы.

## Следствие
Милиция могла задержать Тухлина ещё в ноябре 1979 года, после совершения им первого убийства, так как он обронил недалеко от места преступления орудие его совершения — молоток с гравировкой предприятия, на котором работал. Тем не менее в ходе проверки предприятия Тухлин не попал в список подозреваемых, так как за две недели до этого уволился. 6 января 1983 года в связи с непрекращающейся серией нападений и убийств местными правоохранительными органами для поимки преступника была сформирована особая группа следователей под кодовым названием «Скорпион», состоящая из 11 человек.
Задержали Павла Тухлина совершенно случайно. 31 мая 1983 года, Тухлин украл связку дров с фермы, в которой на тот момент работал водителем, и спрятал их в багажнике личного автомобиля марки «FSO Warszawa». В тот же день он был задержан по подозрению в совершении этой кражи. При осмотре сотрудниками милиции его автомобиля в багажнике помимо украденного имущества был найден обмотанный тряпкой окровавленный молоток. В ходе экспертизы удалось установить, что кровь принадлежала некоторым из убитых женщин. При осмотре места жительства убийцы, сотрудники милиции обнаружили множество вещей, ранее принадлежавших убитым и пострадавшим женщинам. Кроме того, Тухлина опознала одна из выживших жертв, после чего под давлением неопровержимых улик преступник начал давать признательные показания, признавшись в общей сложности в 21 нападении на женщин и 10 убийствах.

## Суд и казнь
Продолжавшаяся более полугода судебно-психиатрическая экспертиза с участием лучших местных психиатров признала Павла Тухлина вменяемым. На следствии Тухлин заявлял, что после совершения нападений на женщин чувствовал «душевное облегчение». Однако на суде, длившемся несколько месяцев, Тухлин отказался от всех признательных показаний и заявил, что все протоколы были подписаны им под давлением следователей. Тем не менее уже 5 августа 1985 года Гданьский воеводский суд признал 39-летнего Павла Тухлина виновным в совершении 20 нападений на женщин, в том числе 9 убийств и 11 покушений, один эпизод был из дела исключён за недоказанностью, и приговорил его к смертной казни через повешение.
Апелляция, поданная Павлом Тухлином в Верховный суд ПНР, была отклонена 28 июля 1986 года. Прошение о помиловании и пересмотре дела, поданное преступником в Государственный совет ПНР, было также оставлено без удовлетворения. 25 мая 1987 года приговор Павлу Тухлину был приведён в исполнение.